# Discrete Applied Mathematics
Discrete Applied Mathematics is een internationaal, aan collegiale toetsing onderworpen wetenschappelijk tijdschrift op het gebied van de toegepaste wiskunde.
De naam wordt in literatuurverwijzingen meestal afgekort tot Discrete Appl. Math.
Het wordt uitgegeven door Elsevier.